# Guy Méry
Pour les articles homonymes, voir Méry.
Guy Méry, né le 20 octobre 1919 à Buzançais et mort le 28 décembre 1999 à Cannes est un général français, chef d'État-Major des armées de 1975 à 1980.

## Biographie
Guy Méry est né à Buzançais (Indre) le 21 octobre 1919. Il est élève de l'École spéciale militaire de Saint-Cyr de la promotion Amitié franco-britannique (1939-1940) à l'issue de laquelle, il choisit la cavalerie.
Il combat au sein des Forces françaises de l'intérieur (FFI) dans les maquis du Doubs en 1943 puis dans l'armée secrète. Il est arrêté par les Allemands et déporté en 1944 au Struthof puis à Dachau. Il est libéré par les Américains en 1945.
Il est diplômé de l’École d'état-major en 1949. Il est envoyé en Indochine, d'abord au 3e bureau de l'état-major des forces terrestres des Plateaux Montagnards puis à la 4e division vietnamienne. 
Il est admis  l’École de guerre en 1957 au sein de la 71e promotion. A l'issue, il est nommé en Algérie, à la subdivision de Batna. Chef de corps du 12e Régiment de Dragons en Algérie en 1962, il prend le commandement du 2e Hussards à Orléans lors de la dissolution du premier à la suite des accords d’Évian. 
Il commande la 3e Brigade Mécanisée à Wittlich en Allemagne puis la 8e Division d'Infanterie à Compiègne. il est désigné chef d'état-major particulier du Président de la République - EMP (juin 1974 à juillet 1975). Nommé général d'armée, il est ensuite pendant cinq années, de juillet 1975 à juillet 1980, chef d’État-major des Armées.
Il meurt le 28 décembre 1999 à Cannes (Alpes-Maritimes) à la suite d'une chute due à une tempête, âgé de 80 ans.
Il est nommé grand-croix de la Légion d'honneur en 1997.

## Décorations
- Grand-croix de la Légion d'honneur
- Commandeur de l'ordre national du Mérite
- Croix de guerre des Théâtres d'opérations extérieurs
- Croix de la Valeur militaire
- Médaille de la Résistance française
- Croix du combattant
- Médaille coloniale
- Médaille commémorative française de la guerre 1939–1945
- Médaille commémorative de la campagne d'Indochine
- Médaille commémorative des opérations de sécurité et de maintien de l'ordre

## Sources
- Jean Paul Bertaud et Jean Elleinstein, Histoire de la France contemporaine : 1968-1981